# Falagrioma socorroensis
Falagrioma socorroensis är en skalbaggsart som beskrevs av Hoebeke 1985. Falagrioma socorroensis ingår i släktet Falagrioma och familjen kortvingar. Inga underarter finns listade i Catalogue of Life.